# Mazzorno Sinistro
Mazzorno Sinistro è una frazione del comune di Adria, in provincia di Rovigo.
Si trova sulla riva sinistra del fiume Po e dista da Adria 10,4 chilometri.

## Storia
Dell'abitato, il cui nome probabilmente deriva da un ramo del fiume Po citato anche come Po di Corbola o di Longola, si ha traccia già dal 1528. Viene infatti citato in un documento che attesta, su commissione della famiglia Querini, conti della Repubblica di Venezia e proprietari della zona, l'erezione di un oratorio dedicato a San Giacomo ora scomparso.
Mazzorno in passato attirava la popolazione vicina grazie alle sue due sagre annuali, la prima, del 24 aprile, dedicata alla venerazione di San Giorgio, la seconda del 16 agosto, dedicata a San Rocco pellegrino, santo protettore degli appestati. Quest'ultima traeva origine dalla minore virulenza, considerata miracolosa, dell'epidemia di colera che alla fine del XVIII secolo colpì le popolazioni del Polesine. Durante quel periodo, benché la fede consigliasse alle popolazioni di riunirsi in preghiera all'approssimarsi della festa di San Rocco, le autorità religiose della zona sconsigliavano assembramenti per scongiurare il diffondersi del contagio. Benché la raccomandazione fosse stata recepita ovunque tra le parrocchie, gli abitanti di Mazzorno continuarono le funzioni religiose con la relativa processione dove gli stessi portavano a spalla la statua del santo per le vie dell'abitato. La leggenda popolare narra che in virtù di quell'ostentazione di fede la malattia lasciò il paese ed i suoi abitanti al contrario delle popolazioni delle zone limitrofi dove continuò a manifestare i propri effetti fino al novembre successivo.

## Monumenti e luoghi d'interesse

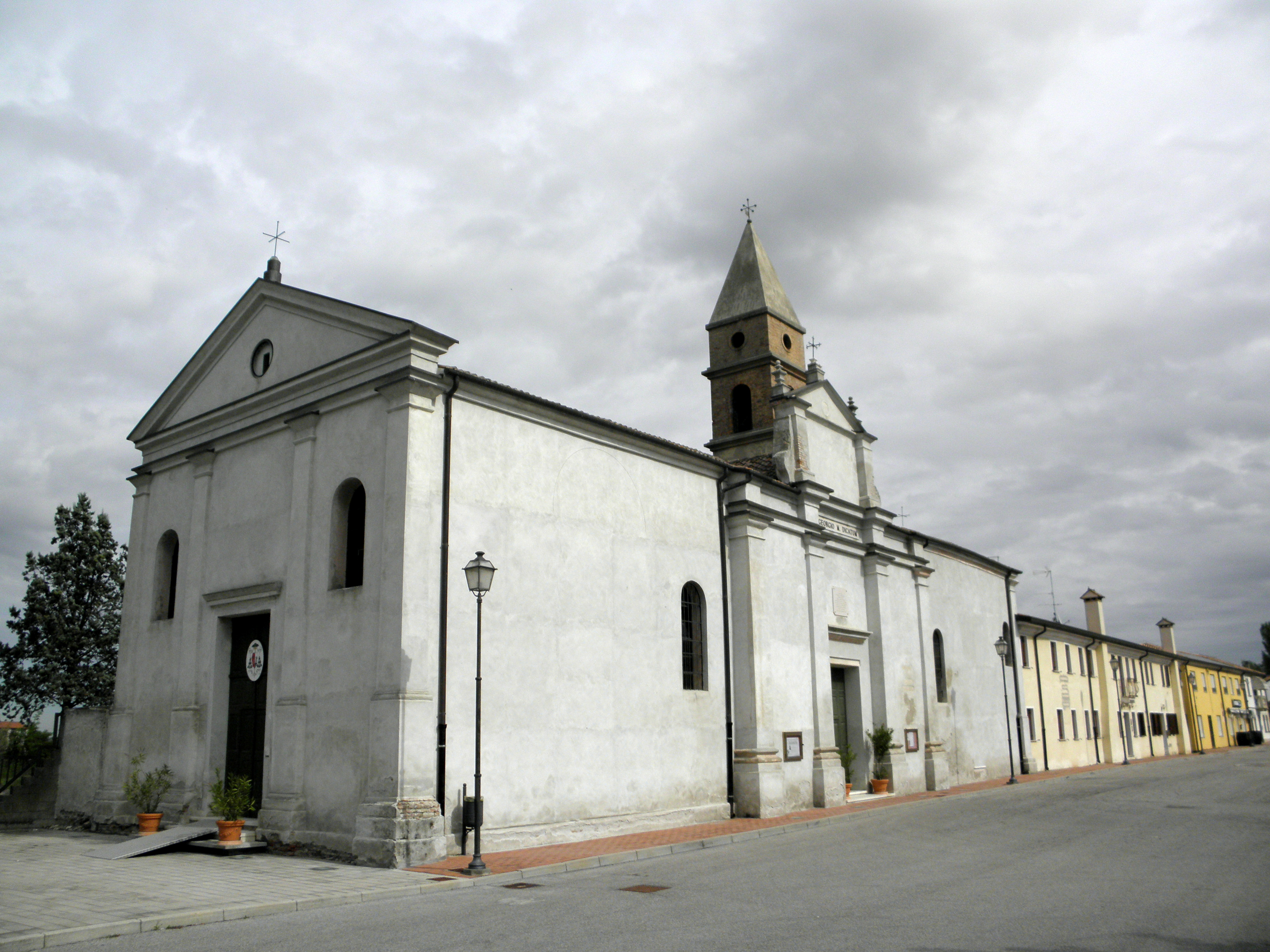
Chiesa di San Giorgio.

- Chiesa di San Giorgio (XII-XVIII secolo)

Come ricorda la lapide posta sul portale laterale prospiciente all'omonima piazza, l'edificio originale fu edificato nel 1123 e consacrato dal vescovo della diocesi di Chioggia Francesco Grassi in data 26 novembre 1641. Venne più volte ristrutturato ed ampliato nei secoli successivi fino all'attuale aspetto risalente al XVIII secolo ed al suo interno conserva alcuni lampadari in stile veneziano ed un baldacchino, posto sopra l'altare maggiore, datato 1850. Secondo una leggenda popolare la chiesa venne eretta grazie ai pregiati marmi sottratti dai barconi diretti a Venezia, materiale destinato ad edificare la Basilica di San Marco.
All'esterno, sul portale laterale che da sull'omonima piazza, è presente sul timpano lo stemma del casato della famiglia Querini.
La chiesa, sede parrocchiale, è amministrativamente parte del vicariato di Loreo, a sua volta parte della diocesi di Chioggia.